# Julien Van Lint
Julien Van Lint (Vilvoorde, 12 april 1946) is een Belgisch voormalig wielrenner. Tot zijn belangrijkste overwinningen behoren Le Samyn (1971) en Milaan-Vignola (1972).   Van Lint was als beroepsrenner actief tussen 1969 en 1976. Hij reed viermaal de Ronde van Italië en tweemaal de ronde van Spanje

## Palmares
1969
Stadsprijs Geraardsbergen
1970
Stadsprijs Geraardsbergen
1971
Le Samyn
1972
Milaan-Vignola
1973
Flèche Hesbignonne

## Resultaten in voornaamste wedstrijden
| Jaar | Milaan-San Remo | Gent-Wevelgem | Ronde van Vlaanderen | Parijs-Roubaix | Ronde van Lombardije |
| ---- | --------------- | ------------- | -------------------- | -------------- | -------------------- |
| 1969 |                 |               |                      |                | 22e                  |
| 1970 | 92e             |               |                      |                |                      |
| 1972 |                 | 50e           |                      | 21e            |                      |
| 1973 | 67e             | 35e           | 26e                  | 12e            |                      |
| 1974 |                 | 63e           |                      |                |                      |
| 1975 |                 |               |                      | 22e            |                      |